# Alexander Dalrymple
Alexander Dalrymple (24. juli 1737 – 19. juni 1808) var en skotsk geograf, det britiske admiralitets første hydrograf og medlem af Royal Society.
Han var den vigtigste fortaler for teorien om et stort uopdaget kontinent Terra Australis Incognita i det sydlige Stillehav. Han udfærdigede tusinder af søkort og kortlagde et stort antal havområder for første gang og bidrog på den måde væsentligt til sikkerheden til søs. Hans teorier afstedkom flere ekspeditioner, som søgte efter det mytiske land, indtil James Cooks anden rejse (1772–1775) førte til den konklusion, at hvis det eksisterede, måtte det ligge syd for 65° sydlig bredde.

## Liv
Dalrymple blev født i New Hailes nær Edinburgh som den syvende af seksten børn. Hans forældre var Sir James Dalrymple og hans kone, datter af Jarlen af Haddington. Han tog til London i 1752 og blev udnævnt til skriver i British East India Company og udstationeret i Madras. Mens han var hos East India Company, blev han interesseret i muligheder for handel med Indien og Kina . Han forhandlede en aftale med sultanen af Sulu og besøgte Kanton, kun 22 år gammel.
I 1765 vendte han tilbage til London og blev valgt som medlem af Royal Society. Der mødte han bygningsingeniøren John Smeaton, som i sit studium af vindmøller havde udfærdiget en beskrivende skala for vindhastigheder. Denne skala var medtaget i en afhandling, som Smeaton fik tildelt Copleymedaljen for.[kilde mangler] I sin bog Defining the Wind: The Beaufort Scale and How a 19th-Century Admiral Turned Science into Poetry skriver Scott Huler, at Dalrymple efter sine rejser var blevet overbevist om, at en standardskala for måling af vindhastigheder ville være af stor værdi for søfolk, og at han havde medtaget Smeatons skala i sin bog Practical Navigation, som blev skrevet omkring 1790, men aldrig udgivet. Det menes, at Dalrymple videregav denne information til Francis Beaufort, som senere bearbejdede vindskalaen, der bærer hans navn, og som stadig er i brug i dag.
Da han oversatte nogle spanske dokumenter, som var blevet taget i Philippinerne i 1752, fandt Dalrymple Luís Vaez de Torres' beretning, som beviste eksistensen af en passage syd om Ny Guinea nu kendt som Torresstrædet. Denne opdagelse fik Dalrymple til at udgive Historical Collection of the Several Voyages and Discoveries in the South Pacific Ocean i 1770-1771, som skabte stor opmærksomhed på grund af hans påstand om eksistensen af et ukendt kontinent. I mellemtiden var James Cook blevet udnævnt til at lede en ekspedition til det sydlige Stillehav, som i 1770 opdagede østkysten af Australien.
Dalrymple blev valgt til medlem af Royal Society i 1771. Hans nomineringsbrev og andre medlemsdata kan findes på Royal Societys webside -- her. Hans nomineringsbrev blev underskrevet af: Benjamin Franklin, Richard Hazard, John Colebrooke, John Pringle, Daniel Wray, Charles Morton, James Burrow, William Hunter, Nevil Maskelyne.
I 1782 blev han valgt til medlem af det svenske Kongelige Videnskabsakademi.